# Дубровин, Вячеслав Анатольевич
Вячеслав Анатольевич Дубровин (род. 1 января 1949, Ершов, Саратовская область) — российский политический деятель, депутат Государственной думы пятого созыва (2007—2011).

## Биография
В 1969 году окончил Саратовский авиационный техникум. В 1975 году окончил Брянский технологический институт. В 2004 году окончил аспирантуру Московского государственного университета путей сообщения, кандидат технических наук. Избирался депутатом Законодательного Собрания Калужской области второго (1996—2000), третьего (2000—2004) и четвёртого (с 2004 года) созывов, был председателем комитета по экономической политике Законодательного Собрания.
С 2001 по 2004 годы был президентом ФК Локомотив-Калуга.

### Депутат Государственной думы
2 декабря 2007 года избран депутатом Государственной думы РФ пятого созыва в составе федерального списка кандидатов, партией «Единая Россия».

## Награды
- Орден Дружбы (1998)[2];
- Заслуженный работник транспорта Российской Федерации (1993)[3];
- Почётная грамота Законодательного Собрания Калужской области (2008)[4];